# Jingshanosaurus xinwaensis
Jingshanosaurus xinwaensis es la única especie conocida del género extinto Jingshanosaurus ("lagarto de Jingshan") de dinosaurio prosaurópodos masospondílido, que vivieron a principios del período Jurásico, hace aproximadamente 205 millones de años, en el Hetangiano, en lo que es hoy Asia.
Jingshanosaurus medía aproximadamente 10 metros de largo y 2,5 de alto. Se cree que pudo presentar una dieta omnívora.[cita requerida] El jingchanosaurio fue uno de los últimos prosaurópodos. Estaba estrechamente emparentado con el Yunnanosaurus.

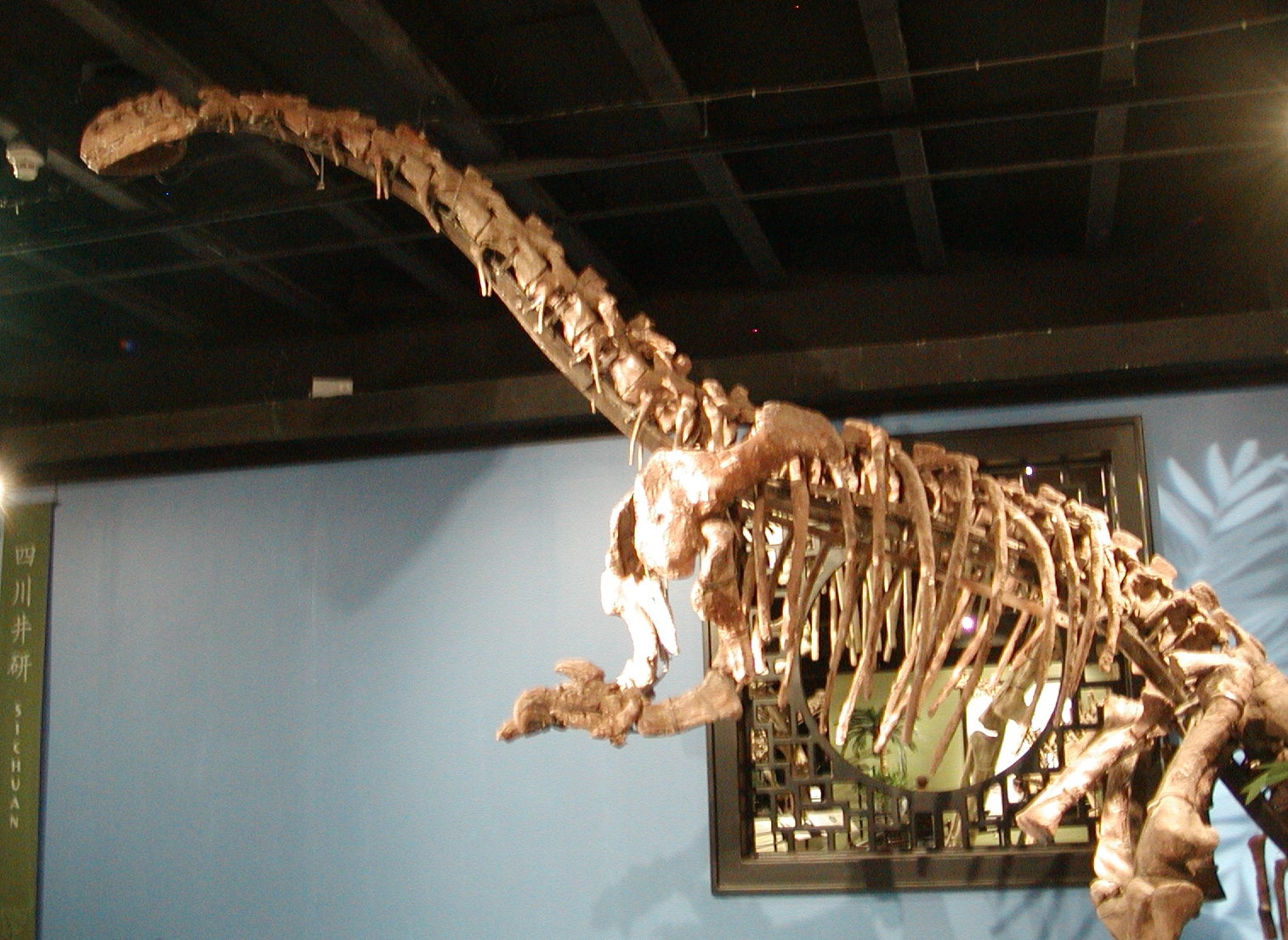
Esqueleto de Jingshanosaurus xinwaensis

Los restos fósiles del Jingshanosaurus fueron descubiertos en China, en la provincia de Yunnan, siendo descritos en 1995. Un esqueleto casi completo que incluye el cráneo, se encontraron cerca de la ciudad de Jingshan, "Colina Dorada", condado de Lufeng, de donde proviene el nombre. Primero descrito en 1995, la especie tipo es J. xinwaensis , formalizada por Zhang y Yang. Restos fósiles de Jingshanosaurus habían sido exhibidos en museos varios años antes del nombramiento formal.
El paleontólogo chino Dong Zhiming, interpretaba al espécimen como un ejemplar de Yunnanosaurus, siendo considerado, hasta su descripción formal, como un nomen nudum. El completo análisis osteológico llevado a cabo en el espécimen, lo establece como uno de los prosaurópodos mejor conocidos de China. En el 2004, el Jingshanosaurus fue agrupado por Peter Galton y Paul Upchurch en el clado Plateosauria.